# Eudarcia celidopa
Eudarcia celidopa is een vlinder uit de familie van de Meessiidae. Deze soort is voor het eerst wetenschappelijk beschreven als Demobrotis celidopa door Thomas Bainbrigge Fletcher in een publicatie uit 1933.
De soort komt voor in India.